# Emnekort
Emnekort (engelsk Topic Maps) er en ISO-standard til gengivelse og udveksling af viden med henblik på at kunne finde information. Standarden kendes formelt som ISO/IEC 13250:2003.
Idéen bag emnekort stammer fra det arbejde som Steven Newcomb, Michel Biezunski og The Davenport Group indledte i 1991 for at forbedre den trykte dokumentation af UNIX-produkter; der var dengang udbredt utilfredshed med den diskrepans mellem betydningen af visse tekniske termer i firmaernes dokumentation og i de bøger der udkom om emnet. Efter næsten 10 års arbejde kom i 2000 den første udgave af standarden.
Et emnekort repræsenterer information af tre typer
- Emner (topics) som kan stå for et hvilket som helst begreb lige fra folk, land og organisationer til software-moduler, særskilte filer og begivenheder.
- Associationer (associations) som gengiver forholdet mellem emner.
- Forekomster (occurrences) som gengiver forholdet mellem emner og informationsressourcer af relevans for disse.

Emner, associationer og forekomster kan typebestemmes, men også typerne må af emnekortets forfatter defineres som emner; denne typologi omtales undertiden som emnekortets ontologi. Der er endvidere mulighed for sammenkædning af flere emnekort (merging), indførelse af sigte (scope) med henblik på kontekstbestemmelse af emner samt tingsliggørelse (”reification”) med mulighed for yderligere informationer vedrørende en specifik relation eller forekomst.
Funktioner som sammenkædning og identitet muliggør automatisk integration af emnekort fra forskellige kilder til et nyt sammenhængende emnekort. En succesfuld integration/merging fordrer dog at der er brugt subject identifiers, som tilknyttes emner, emnetyper, rolletyper og forekomster. Disse sikrer en standardiseret identifikation af begreber, således at emnekort sammenflettes korrekt baseret på subject identifiers frem for navn. En subject identifier vil typisk være en url som peger på en subject indicator (et sted som giver informationer om emnet. Fx en wiki-artikel om emnet) eller en subject locator (det konkrete adresserbare emne. Fx url adressen, hvis emnet er et website eller en online video).
Med betegnelser såsom "informationsuniversets GPS" spås emnekort at lette navigationen over store sammenhængende informationsmængder.

## Fordele
En af fordelene ved emnekort er, at man kan sammenflette flere emnekort, hvilket gør det lettere for udviklere/vedligeholdere at tilføje data fra f.eks. en tredje part. Det er muligt at udveksle data mellem emnekort, når de er baseret på en standardiseret XML syntaks. Det vil sige, at hvis en udvikler f.eks. har lavet et emnekort over politiske partier i Danmark, så er det let at sammenflette dette emnekort med et nyt emnekort, hvis der eventuelt skulle blive etableret et nyt parti. Dette er en fordel, da udvikleren dermed ikke skal ind og redigere den underliggende informationsmodel, men kan nøjes med at tilføje de nye data.
Man kan med god samvittighed sammenligne emnekort med byggeklodser. Tanken er, at et emnekort kan fungere som selvstændige elementer på trods af et minimalt indhold af data. Men man kan, ved at sammenflette dem med andre emnekort, bygge videre på dem ganske som med byggeklodser. Man kan teoretisk set sammenkoble 2 emnekort med hinanden selvom de ikke har mere end 1 fælles emne (der behøver dog ikke være et eneste emen til fælles for at sammenkoble 2 emnekort, der er blot ikke meget mening i at sammenkoble 2 emnekort uden et fælles emne).

## Dataformat
Emnekort har en almindelig XML-baseret udvekslingssyntaks kaldet XML Topic Maps (XTM, Specification Arkiveret 17. januar 2006 hos  Wayback Machine), ligesom et de facto standard API ved navn Common Topic Map Application Programming Interface (TMAPI) samt søge- og skemasprog er under under udvikling inden for ISO.
Specifikationen kan opsummeres således: "Specifikationen definerer en model og grammatik til gengivelse af informationsressourcers struktur, som kan anvendes til at definere emner og associationer mellem emner. Navne, ressourcer og forhold er her egenskaber ved abstrakte størrelser som kaldes "emner". Emner rummer et sæt egenskaber inden for et sigte, dvs. den sammenhæng i hvilken navne, ressourcer og forhold netop kan anses for deres navn, ressource og forhold. Et eller flere dokumenter der benytter denne grammatik kaldes et emnekort."
Et format kaldet linear topic map notation Arkiveret 7. september 2005 hos  Wayback Machine (LTM) tjener som et kortformat til skrivning af emnekort i simple tekstredigeringsværktøjer. Dette er nyttigt ved skrivning af korte, personlige emnekort eller ved udveksling af dele af emnekort gennem email. Dette format kan konverteres til XTM.
Et andet format kaldet AsTMa Arkiveret 29. august 2005 hos  Wayback Machine tjener et lignende formål. Det er mere kompakt når man skriver emnekort manuelt men skal ligeledes konverteres til XTM for at kunne anvendes i applikationer.
Der findes også et format kaldet compact topic maps Arkiveret 16. december 2010 hos  Wayback Machine (CTM), som er en tekst-baseret notation til at repræsentere emnekort i simple tekstredigeringsværktøjer såsom Notepad. For nybegyndere er det lettere at forstå CTM end XTM, da det er designet til kompakthed, nem menneskelig redigering, og maksimal læsbarhed. Dette format kan ligeledes konverteres til XTM.